# Malacolimax tenellus
Limace jaune
Espèce
Synonymes
- Arion melanocephalus[2]
- Arion tenellus[2]
- Limax tenellus O. F. Müller, 1774[2]

Statut de conservation UICN

 LC  : Préoccupation mineure
Malacolimax tenellus, la Limace jaune, est une espèce de mollusques gastéropodes de la famille des Limacidae.

## Dénominations
- Nom scientifique valide : Malacolimax tenellus (O.F. Müller, 1774)[3],
- Nom normalisé : Limace jaune, depuis 2010[4],
- Autres noms vulgaires (vulgarisation scientifique) : Limace gélatineuse, Limace délicate[5], Limace jaune des bois[6],[7].

## Description
Ces limaces sont de couleur jaune citron. Elles se déplacent grâce à leur création de matière visqueuse pour se fixer et leurs différents muscles.

## Habitat
Les Malacolimax vivent dans les régions tropicales et généralement humides.